# Équipe de Tunisie de football en 2020
L'équipe de Tunisie de football participe en 2020 aux éliminatoires de la coupe d’Afrique des nations 2021.

## Matchs
| Date             | Stade                                                      | Adversaire | Score | Comp | Buteurs tunisiens                        |
| ---------------- | ---------------------------------------------------------- | ---------- | ----- | ---- | ---------------------------------------- |
| 9 octobre 2020   | Stade olympique de Radès Radès, Tunisie                    | Soudan     | 3-0   | A    | Khaoui 17e, Maaloul 25e, Ben Slimane 35e |
| 13 octobre 2020  | Jacques Lemans Arena (en) Sankt Veit an der Glan, Autriche | Nigeria    | 1-1   | A    | Dräger 44e                               |
| 13 novembre 2020 | Stade olympique de Radès Radès, Tunisie                    | Tanzanie   | 1-0   | QCAN | Msakni 18e (pen.)                        |
| 17 novembre 2020 | Benjamin Mkapa National Stadium Dar es Salam, Tanzanie     | Tanzanie   | 1-1   | QCAN | Khaoui 11e                               |

## Classement FIFA
Le tableau ci-dessous présente les coefficients mensuels de l'équipe de Tunisie dans le monde publiés par la FIFA durant l'année 2020.
| Mois | janv. | fév. | mars | avril | mai | juin | juillet | août | sept. | oct. | nov. | déc. |
| Rang | 27    | 27   | 27   | 27    | 27  | 27   | 27      | 27   | 26    | 26   | 26   | 26   |

## Classement de la CAF
Le tableau ci-dessous présente les coefficients mensuels de l'équipe de Tunisie dans la CAF publiés par la FIFA durant l'année 2020.
| Mois | janv. | fév. | mars | avril | mai | juin | juillet | août | sept. | oct. | nov. | déc. |
| Rang | 2     | 2    | 2    | 2     | 2   | 2    | 2       | 2    | 2     | 2    | 2    | 2    |